# Diameter Spherae Thau Circuli Crux orbis non orbis prosunt

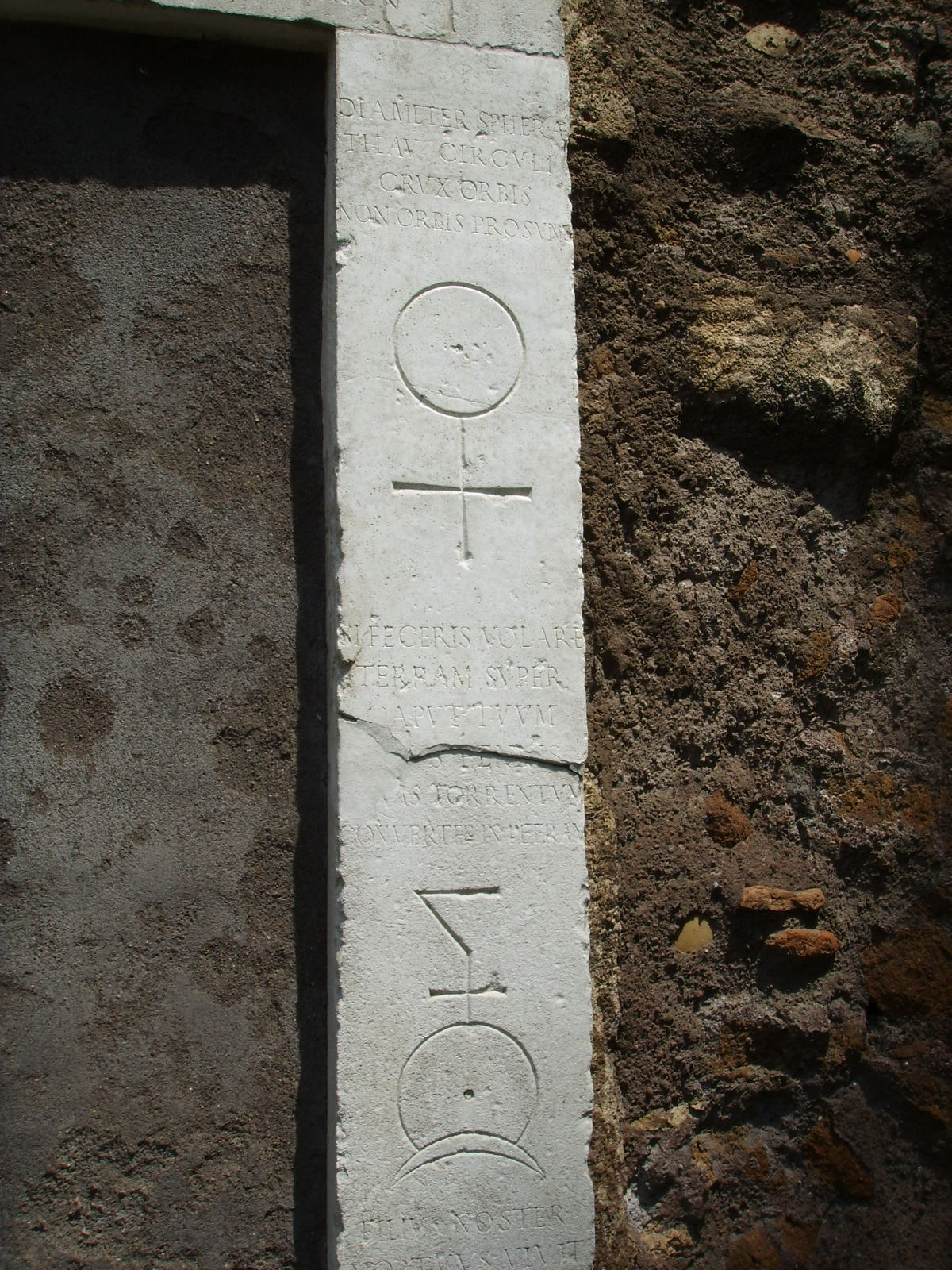
Il dettaglio della porta magica con l'iscrizione sulla parte in alto

Diameter Spherae Thau Circuli Crux orbis non orbis prosunt è un'espressione alchemica che significa pressappoco «il diametro della sfera, il tau del circolo e la croce dell'orbita non giovano ai ciechi».
È un'espressione volta a significare che le discipline esoteriche non sono accessibili ai profani.
Figura, come iscrizione, sulla cosiddetta "Porta ermetica" di Villa Palombara, costruita nel 1655 dal Marchese Palombara, oggi situata nei giardini di Piazza Vittorio Emanuele II a Roma.
Un alchimista francese contemporaneo sostiene che nell'iscrizione è racchiuso il segreto del "soggetto iniziale", cioè della materia prima che gli alchimisti avrebbero dovuto porre sul crogiuolo per dare inizio al processo alchemico della trasformazione in oro.
Stando allo studioso, il diametro della sfera è il simbolo del salnitro; il Tau del cerchio è il simbolo del vetriolo, e la croce del globo è il simbolo dell'antimonio. Ma l'ultima frase ammonisce che tutto questo è inutile a chi non è iniziato ai misteri dell'alchimia: il segreto del soggetto iniziale probabilmente non si limiterebbe a trattare un ossisolfuro d'antimonio con sale tartrato.
Una seconda interpretazione vorrebbe che i tre simboli siano dei riferimenti alle condizioni dello spirito necessarie per mettere in atto il processo alchemico.